# Alocopocythere
Alocopocythere is een geslacht van kreeftachtigen uit de klasse van de Ostracoda (mosselkreeftjes).

## Soorten
- Alocopocythere (Isalocopocythere) immodica (Al-Furaih, 1980) Carbonnel, Alzouma & Dikouma, 1990 †
- Alocopocythere (Isalocopocythere) teiskotensis (Apostolescu, 1961) Damotte, 1992 †
- Alocopocythere abstracta Siddiqui, 1971 †
- Alocopocythere bhandarii Neale & Singh, 1985 †
- Alocopocythere borhollaensis Bhandari, 1992 †
- Alocopocythere circumampla Al-furaih, 1980 †
- Alocopocythere coarctata Siddiqui, 1971 †
- Alocopocythere curvata Huang, 1975 †
- Alocopocythere curvicostata Gramann, 1975 †
- Alocopocythere dattai Bhandari, 1982 †
- Alocopocythere depressa Khosla & Nagori, 1989 †
- Alocopocythere elhuseini Bassiouni & Luger, 1990 †
- Alocopocythere elongata Khosla & Nagori, 1989 †
- Alocopocythere garoensis Bhandari, 1992 †
- Alocopocythere gopinathkillaensis Bhandari, 1992 †
- Alocopocythere goujoni (Brady, 1868) Gou, Zheng & Huang, 1983
- Alocopocythere gujaratensis Khosla, 1979 †
- Alocopocythere horrida Mostafawi, 1992 †
- Alocopocythere hui Malz, 1980
- Alocopocythere indica Bhandari, 1992 †
- Alocopocythere ishizakii Nohara, 1987 †
- Alocopocythere kendengensis (Kingma, 1948) Hanai, Ikeya & Yajima, 1980 †
- Alocopocythere longilinea Siddiqui, 1971 †
- Alocopocythere meghalayaensis Bhandari, 1992 †
- Alocopocythere obtusa Huang & Zheng in Huang, 1975 †
- Alocopocythere orectommata Al-Furaih, 1980 †
- Alocopocythere padaungiana Gramann, 1975 †
- Alocopocythere polygona Neale & Singh, 1985 †
- Alocopocythere profusa Guan, 1978 †
- Alocopocythere radiata Siddiqui, 1971 †
- Alocopocythere ramalia Bassiouni & Luger, 1990 †
- Alocopocythere reticulata (Hartmann, 1964) Bate, 1971
- Alocopocythere rupina Siddiqui, 1971 †
- Alocopocythere talukdari Neale & Singh, 1985 †
- Alocopocythere teiskotensis (Apostolescu, 1961) Reyment, 1981 †
- Alocopocythere transcendens Siddiqui, 1971 †
- Alocopocythere transversa Siddiqui, 1971 †
- Alocopocythere tridens Al-Furaih, 1980 †